# Helena Fuchsová
Helena Fuchsová, född Dziurová den 3 juni 1965 i Tábor, död 14 mars 2021, var en tjeckisk friidrottare som tävlade i kortdistanslöpning och medeldistanslöpning.
Fuchsová deltog vid inomhus-VM 1995 där hon blev utslagen i semifinalen på 400 meter men blev silvermedaljör i stafetten över 4 x 400 meter. Vid inomhus-VM 1997 blev hon bronsmedaljör på 400 meter på tiden 52,04. Utomhus samma år slutade hon sexa vid VM i Aten på tiden 50,66.
Under 1998 slutade hon som silvermedaljör vid EM-utomhus och bronsmedaljör vid EM inomhus. Båda gångerna på 400 meter. Hennes sista mästerskap på 400 meter var vid VM 1999 då hon blev utslagen i semifinalen.
Hon sprang 800 meter vid Olympiska sommarspelen 2000 då hon blev femma på tiden 1.58,56. Året efter slutade hon trea vid inomhus-VM i Lissabon. 
Hennes sista mästerskap var EM i München 2002 då hon blev utslagen i försöken på 800 meter.

## Personliga rekord
- 400 meter - 50,21
- 800 meter - 1.58,56